# OBH Nordica
Tefal - OBH Nordica Group AB är ett svenskt företag som säljer hushållsapparater för kök, hår- och kroppsvård samt köksredskap. Huvudkontoret ligger i Sundbyberg utanför Stockholm, med lokalkontor i Danmark, Finland och Norge.
OBH Nordica är sedan 2015 ett dotterbolag till franska Groupe SEB.

## Historik
Joffe Marketing AB grundades av Bertil Joffe år 1959 och har under namnet "Nordica" i fyrtio år agerat generalagent för bland annat Tefal och Rowenta. Dessa sade upp samarbetet 2001, varvid företaget fusionerades till OBH Nordica med det danska företaget OBH, som grundades 1985 av Ole Bødtcher-Hansen.